# Irfan Peljto
Irfan Peljto (18 juli 1984) is een Bosnisch voetbalscheidsrechter. Hij werd vanaf 2015 opgenomen door FIFA en UEFA en fluit sindsdien internationale wedstrijden. Hij is ook actief in de UEFA Youth League.
Op 2 juli 2015 maakte Peljto zijn debuut in Europees verband tijdens een wedstrijd tussen SP La Fiorita en FC Vaduz in de voorrondes van de UEFA Champions League. De wedstrijd eindigde op 0–5.
Zijn eerste interland floot hij op 8 juni 2019 toen België 3–0 won tegen Kazachstan.

## Interlands
| Datum            | Plaats            | Wedstrijd           | Uitslag | Competitie           | Kreeg geel | Kreeg voor de tweede keer geel en dus rood | Weggestuurd |
| ---------------- | ----------------- | ------------------- | ------- | -------------------- | ---------- | ------------------------------------------ | ----------- |
| 8 juni 2019      | Brussel, België   | België – Kazachstan | 3 – 0   | Kwalificatie EK 2020 | 3          | 0                                          | 0           |
| 7 september 2019 | Vilnius, Litouwen | Litouwen – Oekraïne | 0 – 3   | Kwalificatie EK 2020 | 1          | 0                                          | 0           |

Laatste aanpassing op 9 september 2019